# OTO Melara Modèle 56
OTO Melara Modèle 56 est un obusier et canon de montagne tracté en remorque fabriqué en Italie par OTO Melara SpA.

## Caractéristiques
Il est conçu à l'origine pour les Alpins est entre en service en 1957.
Ses performances ne sont pas exceptionnelles, mais sa caractéristique fondamentale est la possibilité d'être décomposable en 12 charges différentes permettant ainsi son transport par des bêtes de somme (les 12 mules devaient porter un poids maximal de 132 kg).

## Opérateurs
- Espagne [1] - 161 (Armée de terre)[2] et 24 (infanterie de marine)[3]. Il a été complété ou remplacé par le canon léger L118.
- Italie - 25 en ligne en 2022[4].
- Philippines - 120 livrés en 1983 pour l'Armée philippine et le corps des Marines philippins.
- Ukraine - Don de l'Espagne en 2022/2023[5]